# 庫倫穹丘
72°4′S 2°44′W / 72.067°S 2.733°W
庫倫穹丘是南極洲的穹丘，位於毛德皇后地的瑪塔公主海岸，處於約斯塔峰以北4公里，屬於阿爾曼嶺南部，挪威製圖師根據測量和空中照片繪入地圖。